# Alpen-Saftkugler
Der Alpen-Saftkugler (Glomeris transalpina) ist eine Art der zu den Doppelfüßern gehörenden Saftkugler und in den westlichen bis zentralen Alpen beheimatet.

## Merkmale
Die Körperlänge beträgt 8–17 mm. Die Grundfarbe ist schwarz bis dunkelbraun, die Hinterränder der Rückenschilder (Tergite) ist mit einem breiten rötlichen bis rotbraunen Rand versehen, bei dem auch helle Zeichnungselemente enthalten sein können. Somit erinnert das Aussehen grob an Glomeris marginata mit einem rötlichen statt weißen Hinterrand der Rückenplatten.
Der Brustschild-Hinterrand ist im äußeren Drittel mit einem breiten orangen bis roten Saum versehen. Der dunkle Fleck auf dem Präanaltergit (letztes Segment) ist in der Mitte stets spitz nach hinten vorgezogen und erreicht im Gegensatz zu Glomeris oblongoguttata nie den Hinterrand. Die Mittelsegmente weisen eine rötliche Querbinde auf, die vor dem Randsaum mehr oder weniger breiter und mehr oder weniger deutlich nach vorn in 4 Zacken ausgezogen ist. Spritzflecken sind im Gegensatz zu Glomeris klugii und Glomeris oblongoguttata nur selten vorhanden. Die Segmenthinterränder haben keinen dunklen Randstreifen, ein weiteres Merkmal, das die Art von G. oblongoguttata abgrenzt.

## Verbreitung und Lebensraum
Der Alpen-Saftkugler ist in den West- und Zentralalpen verbreitet. Hier kommt die Art von den Grajischen Alpen im Südwesten und dem Entlebuch im Nordwesten bis ins Oberallgäu im Nordosten und Südtirol im Südosten vor. Das Verbreitungsgebiet liegt also grob gesagt in den Grenzgebieten von Frankreich, der Schweiz, Italien, Österreich und Deutschland. In Deutschland kommt die Art nur in den Alpen im Oberallgäu vor und ist hier extrem selten (R).
Die Art lebt in der montanen, subalpinen und alpinen Stufe, meist in Wäldern, aber auch in offenen Habitaten, bis in 2900 m Höhe. Hier leben die Tiere auch auf alpinen Grasweiden und sind sogar unter Kuhdung auf den Almwiesen zu finden. Damit steigt die Art zumindest in den nördlichen Alpen höher als jede andere Saftkugler-Art, die sonst meistens nicht die Baumgrenze überschreiten.

## Taxonomie
Ein Synonym der Art lautet Glomeris alpina Am Stein, 1855. Auch wurde die Variation Glomeris transalpina var. intercedens von Latzel beschrieben und die Variation Glomeris transalpina var. oblongoguttata von Verhoeff. Bei Glomeris oblongoguttata handelt es sich jedoch um eine ähnliche, aber eigene Art, die im südlichen Alpenraum verbreitet ist. Koch beschrieb die Art 1836 zudem als Glomeris annulata transalpina, aber auch Glomeris annulata ist eine andere, eigenständige, Art. Im Internet taucht auch die Bezeichnung Glomeris subalpina auf, diese scheint jedoch keinen wissenschaftlichen Hintergrund zu haben.